# Вазлуй
Вазлуй — річка в Україні, у Чернівецькому та Могилів-Подільському районах Вінницької області, ліва притока Мурафи (басейн Дністра).

## Опис
Довжина річки 22 км, похил річки — 6,4 м/км. Формується з багатьох безіменних струмків та водойм. Площа басейну 69,9 км².

## Розташування
Бере початок на заході від села Грабівця. Тече переважно на південний захід і на південно-східній околиці села Мервинці впадає у річку Мурафу, ліву притоку Дністра.
Населені пункти вздовж берегової смуги: Сокіл, Майорщина, Новомикільськ.